# Begonia fortunensis
Espèce
Begonia fortunensis est une espèce de plantes de la famille des Begoniaceae.
Elle a été décrite en 2011 par Utley - Kathleen Burt-Utley et John F. Utley.